# Mistrzostwa Świata Juniorów w Narciarstwie Klasycznym 1999
Mistrzostwa Świata Juniorów w Narciarstwie Klasycznym 1999 – zawody sportowe, które odbyły się w dniach 3 lutego - 7 lutego 1999 r. w austriackim Saalfelden am Steinernen Meer. Podczas mistrzostw zawodnicy rywalizowali w 8 konkurencjach, w trzech dyscyplinach klasycznych: skokach narciarskich, kombinacji norweskiej oraz w biegach narciarskich. W tabeli medalowej zwyciężyła reprezentacja Finlandii, której zawodnicy zdobyli 3 złote i 3 srebrne medale. Najwięcej medali wywalczyła ekipa Niemiec – 7 (2 złote, 1 srebrny i 4 brązowe).

## Program
3 lutego
- Biegi narciarskie – 5 kilometrów (K), 10 kilometrów (M)
- Kombinacja norweska – skocznia normalna, 10 kilometrów indywidualnie (M)
- Skoki narciarskie – skocznia normalna indywidualnie (M)

4 lutego
- Skoki narciarskie – skocznia normalna drużynowo (M)
- Kombinacja norweska – skocznia normalna, 5 kilometrów drużynowo (M)

5 lutego
- Biegi narciarskie – sztafeta 4x5 kilometrów (K), 4x10 kilometrów (M)

7 lutego
- Biegi narciarskie – 15 kilometrów (K), 30 kilometrów (M)

## Medaliści

### Biegi narciarskie
Mężczyźni
| Konkurencja                      | Data          | Złoto                                                                 | Srebro                                                                         | Brąz                                                                                   |
| -------------------------------- | ------------- | --------------------------------------------------------------------- | ------------------------------------------------------------------------------ | -------------------------------------------------------------------------------------- |
| Bieg na 30 km techniką klasyczną | 7 lutego 1999 | Jussi Ylimäki                                                         | Tore Ruud Hofstad                                                              | Jens Filbrich                                                                          |
| Bieg na 10 km techniką klasyczną | 3 lutego 1999 | Axel Teichmann                                                        | Mathias Almgren                                                                | Jens Filbrich                                                                          |
| Bieg sztafetowy 4x10 km          | 5 lutego 1999 | Niemcy Jens Filbrich · René Reisshauer · Axel Teichmann · Ron Spanuth | Szwecja Mathias Almgren · Fredrik Persson · Andreas Karlsson · Fredrik Östberg | Rosja Aleksandr Ponomarow · Siergiej Nowikow · Jewgienij Stiepanow · Anatolij Stolarow |

Kobiety
| Konkurencja                      | Data          | Złoto                                                                             | Srebro                                                                        | Brąz                                                               |
| -------------------------------- | ------------- | --------------------------------------------------------------------------------- | ----------------------------------------------------------------------------- | ------------------------------------------------------------------ |
| Bieg na 15 km technika klasyczną | 7 lutego 1999 | Zuzana Kocumová                                                                   | Katrin Šmigun                                                                 | Evi Sachenbacher                                                   |
| Bieg na 5 km techniką klasyczną  | 3 lutego 1999 | Lina Andersson                                                                    | Pirjo Manninen                                                                | Marianna Longa                                                     |
| Bieg sztafetowy 4x5 km           | 5 lutego 1999 | Finlandia Krista Uusitalo · Maija Saarinen · Aino-Kaisa Saarinen · Pirjo Manninen | Niemcy Katrin Zeller · Stefanie Böhler · Alexandra Crusius · Evi Sachenbacher | Norwegia Marit Bjørgen · Gro Strandbråten · Jorunn Øye · Anja Veum |

### Skoki narciarskie
Mężczyźni
| Konkurencja                       | Data          | Złoto                                                             | Srebro                                                                           | Brąz                                                                  |
| --------------------------------- | ------------- | ----------------------------------------------------------------- | -------------------------------------------------------------------------------- | --------------------------------------------------------------------- |
| Skocznia normalna - indywidualnie | 3 lutego 1999 | Kazuki Nishishita                                                 | Michal Pšenko                                                                    | Stefan Kaiser                                                         |
| Skocznia normalna - drużynowo     | 4 lutego 1999 | Austria Thomas Hörl · Stefan Kaiser · Martin Koch · Florian Liegl | Finlandia Matti Hautamäki · Pekka Salminen · Jani Mylläri · Veli-Matti Lindström | Niemcy Uli Basler · Marcel Schaffrath · Benjamin Hauber · Georg Späth |

### Kombinacja norweska
Mężczyźni
| Konkurencja                                      | Data          | Złoto                                                                         | Srebro                                                                        | Brąz                                                                        |
| ------------------------------------------------ | ------------- | ----------------------------------------------------------------------------- | ----------------------------------------------------------------------------- | --------------------------------------------------------------------------- |
| Skocznia normalna, bieg na 10 km - indywidualnie | 3 lutego 1999 | Samppa Lajunen                                                                | Jouni Kaitainen                                                               | Andreas Hartmann                                                            |
| Skocznia normalna, bieg na 4x5 km - drużynowo    | 4 lutego 1999 | Stany Zjednoczone Carl van Loan · Johnny Spillane · Bill Demong · Jed Hinkley | Szwajcaria Ronny Heer · Pascal Meinherz · Lucas Vonlanthen · Andreas Hartmann | Francja Kevin Arnould · Julien Marchandise · Baptist Rousset · Ludovic Roux |

## Tabela medalowa
| Klasyfikacja medalowa | Klasyfikacja medalowa | Klasyfikacja medalowa | Klasyfikacja medalowa | Klasyfikacja medalowa | Klasyfikacja medalowa |
| Lp.                   | Państwo               | złoto                 | srebro                | brąz                  | złoto · srebro · brąz |
| --------------------- | --------------------- | --------------------- | --------------------- | --------------------- | --------------------- |
| 1.                    | Finlandia             | 3                     | 3                     | 0                     | 6                     |
| 2.                    | Niemcy                | 2                     | 1                     | 4                     | 7                     |
| 3.                    | Szwecja               | 1                     | 2                     | 0                     | 3                     |
| 4.                    | Austria               | 1                     | 0                     | 1                     | 2                     |
| 5.                    | Czechy                | 1                     | 0                     | 0                     | 1                     |
| 5.                    | Japonia               | 1                     | 0                     | 0                     | 1                     |
| 5.                    | Stany Zjednoczone     | 1                     | 0                     | 0                     | 1                     |
| 8.                    | Norwegia              | 0                     | 1                     | 1                     | 2                     |
| 8.                    | Szwajcaria            | 0                     | 1                     | 1                     | 2                     |
| 10.                   | Estonia               | 0                     | 1                     | 0                     | 1                     |
| 10.                   | Słowacja              | 0                     | 1                     | 0                     | 1                     |
| 12.                   | Francja               | 0                     | 0                     | 1                     | 1                     |
| 12.                   | Rosja                 | 0                     | 0                     | 1                     | 1                     |
| 12.                   | Włochy                | 0                     | 0                     | 1                     | 1                     |